# Smokvica
Smokvica (Italiaans: Smoquizza of Figarola) is een gemeente in de Kroatische provincie Dubrovnik-Neretva.
Smokvica telt 1012 inwoners. De oppervlakte bedraagt 24,57 km², de bevolkingsdichtheid is 41,2 inwoners per km².

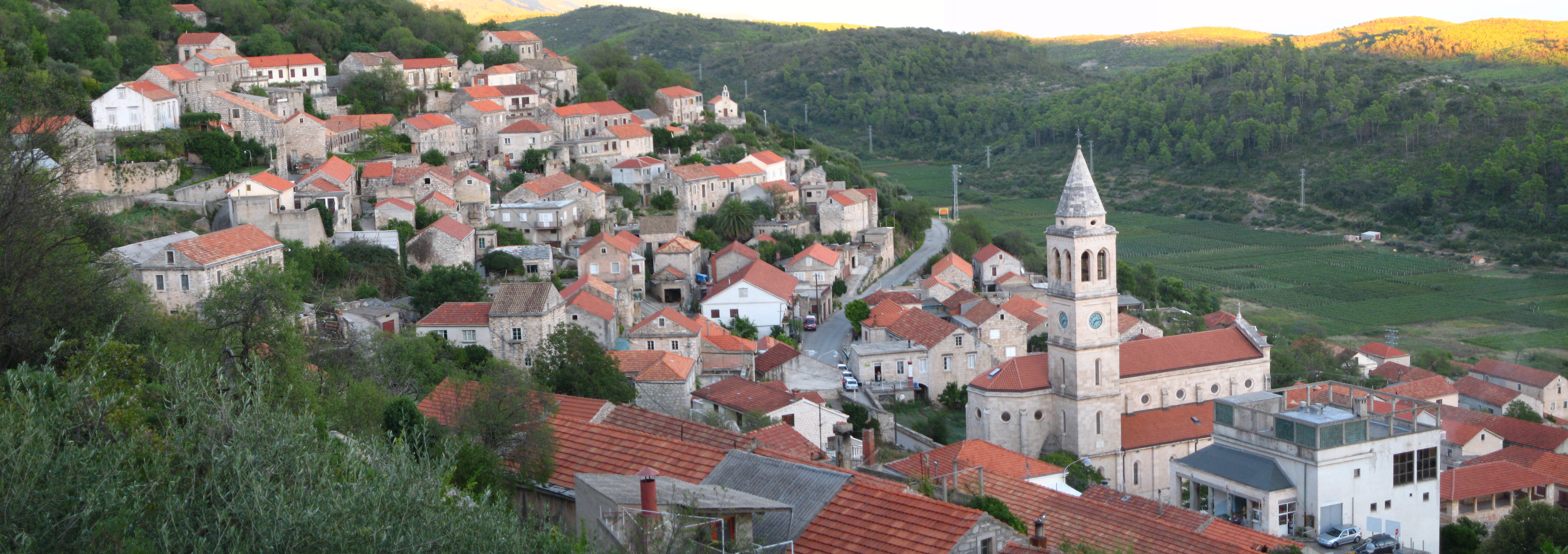
Smokvica

Steden (gradovi): Dubrovnik · Korčula · Metković · Opuzen · Ploče

Gemeenten (općine): Blato · Dubrovačko Primorje · Janjina · Konavle · Kula Norinska · Lastovo · Lumbarda · Mljet · Orebić · Pojezerje · Slivno · Smokvica · Ston · Trpanj · Vela Luka · Zažablje · Župa Dubrovačka